# Ҝ
Ҝ, ҝ е буква от кирилицата. Използвана е до 1991 година в азербайджанската кирилска азбука, обозначавайки звучната небна преградна съгласна /ɟ/ ([гь]). В съвременния азербайджански език на нея съответства латинската буква G. Аналогична кирилска буква на Ҝ е Ѓ, която в днешно време се използва в писмената норма на македонската книжовна реч.

## Кодове
| Буква  | Уникод |
| ------ | ------ |
| Главна | U+049C |
| Малка  | U+049D |

В други кодировки буквата Ҝ отсъства.